# آني ليو
آني ليو (بالإنجليزية: Annie Liu)‏ (و. 1981 – م) هي ممثلة، وممثلة أفلام، وعارضة.

## وصلات خارجية
- آني ليو على موقع IMDb (الإنجليزية)
- آني ليو على موقع ألو سيني (الفرنسية)
- آني ليو على موقع أول موفي (الإنجليزية)
- آني ليو على موقع قاعدة بيانات الفيلم (الإنجليزية)
- آني ليو على موقع كينوبويسك (الروسية)